# Pedaliodiscus
Pedaliodiscus, monotipski biljni iz porodice sezamovki smješten u tribus Pedalieae. Jedina vrsta je  P. macrocarpus, trajnica iz Kenije i Tanzanije. 

## Opis
Rod je opisan u Ber. Deutsch. Bot. Ges.,  81: 147. 1968.